# Conseil des sciences, de la technologie et de l'innovation
Le conseil des sciences, de la technologie et de l'innovation est un organisme canadien indépendant composé de membres provenant du monde des affaires, de l’administration publique et du secteur universitaire dont le but est de conseiller le gouvernement canadien sur des questions relatives à la science, à la technologie et à l’innovation.

## Origine
Le Conseil des sciences, de la technologie et de l’innovation (CSTI) tire son origine d’un engagement pris dans la stratégie de 2007 du gouvernement fédéral canadien, Réaliser le potentiel des sciences et de la technologie au profit du Canada. Cet engagement visait à créer un organisme indépendant pour conseiller le gouvernement, par l’entremise du Ministre de l’industrie, sur des questions relatives à la science, à la technologie et à l’innovation. Les rôles et les responsabilités du Conseil consultatif des sciences et de la technologie, du Conseil d'experts en sciences et en technologie et du Comité consultatif canadien de la biotechnologie, furent ainsi rassemblés en un seul organisme, en principe plus influent.

## Composition
Le Conseil, qui est appuyé par un secrétariat faisant partie d’Industrie Canada à Ottawa, est présidé par l’éminent chimiste Howard Alper, et composé de dix-sept membres ayant été nommés par le Ministre de l’industrie, Jim Prentice, en octobre 2007. Ces membres proviennent du monde des affaires, de l’administration publique et du secteur universitaire. 

## Mandats et réalisations
Le mandat du Conseil consiste à fournir, à la demande du Ministre de l’Industrie, des conseils éclairés sur des enjeux relatifs à la science et à la technologie, qui ont une incidence sur le développement économique et le bien-être social du Canada. Au cours de sa première année d’existence, le Conseil a contribué à l’élaboration du programme de chaires d’excellence en recherche du Canada et du programme de bourses d’études supérieures du Canada Vanier ; il a aussi fixé des sous-priorités à l'intérieur des domaines stratégiques de recherche annoncés par le gouvernement canadien en 2007.
Le Conseil a également pour mandat de produire, à intervalles réguliers, des rapports qui mesurent le rendement du Canada en matière de science et de technologie par rapport à celui des grands pays innovateurs. Le premier de ces rapports, L’état des lieux en 2008. Le système des sciences, de la technologie et de l’innovation au Canada, est paru en mai 2009. Il propose une évaluation de la performance du Canada en fonction d’une cinquantaine de critères d’excellence. 